# Long Island
Long Island (em português:  Ilha Comprida ou Ilha Longa) é uma ilha situada no sudeste do estado de Nova Iorque, Estados Unidos, a leste da ilha de Manhattan. Estendendo-se a nordeste no Oceano Atlântico, Long Island contém quatro condados, dos quais dois são boroughs (Queens e Brooklyn) da cidade de Nova York, e dois dos quais (Nassau e Suffolk) são principalmente suburbanos ou rurais. No uso popular, o termo "Long Island" geralmente se refere apenas aos condados de Nassau e Suffolk, a fim de diferenciá-los da cidade de Nova York, apesar de todos os quatro condados da ilha fazerem parte da Região Metropolitana de Nova Iorque.
Long Island tinha uma população de 7 448 618 no censo de 2000, tornando-a ilha mais povoada de qualquer estado ou território dos Estados Unidos. É também a 17.ª ilha mais populosa do mundo, à frente da Irlanda, Jamaica e da ilha japonesa de Hokkaido. A sua densidade populacional é de 2110  habitantes por quilômetro quadrado. Se fosse um estado, Long Island seria o 12.º estado mais populoso e o primeiro em densidade populacional dos Estados Unidos.
Sendo a mais longa e a maior ilha dos Estados Unidos Continentais, Long Island se estende por 190 km a leste do porto de Nova York até Montauk Point, e tem uma extensão máxima de norte a sul de 37 km entre a costa norte do Estuário de Long Island e a costa sul do Atlântico. Com uma área de 3.629 km², Long Island é a 11ª maior ilha dos Estados Unidos, a 148ª maior ilha do mundo, maior do que qualquer território dos EUA, exceto Porto Rico, e apenas menor do que o estado de Rhode Island. Nove pontes e 13 túneis (incluindo túneis ferroviários) conectam o Brooklyn e Queens (e, portanto, Long Island) com os três outros boroughs da cidade de Nova York. Balsas conectam, através do condado de Suffolk, o norte de Long Island com o estado de Connecticut. Dois dos principais aeroportos de Nova Iorque, o La Guardia e o JFK, estão localizados em Long Island, no Queens.